# Джекобеллис, Линдси
Линдси Джекобеллис (англ. Lindsey Jacobellis, род. 19 августа 1985 года, Данбери, штат Коннектикут, США) — американская сноубордистка, двукратная олимпийская чемпионка 2022 года, многократная чемпионка мира. Специализируется в сноуборд-кроссе, также выступала в хафпайпе и слоупстайле.
- двукратная олимпийская чемпионка 2022 года в сноуборд-кроссе и смешанном командном сноуборд-кроссе;
- серебряный призёр Олимпийских игр 2006 года в Турине (в сноуборд-кроссе);
- 5-кратная чемпионка мира в сноуборд-кроссе (2005, 2007, 2011, 2015, 2017);
- чемпионка мира в командном смешанном сноуборд-кроссе (2019)
- Многократная чемпионка (7 раз) X-Games в сноуборд-кроссе (2003—2005, 2008—2011);
- Серебряный призёр X-Games в сноуборд-кроссе (2007);
- Бронзовый призёр X-Games в слоупстайле (2003);
- 30-кратная победительница этапов Кубка мира по сноуборду (сноуборд-кросс — 29 раз; хафпайп — 1 раз);
- Многократный призёр этапов Кубка мира;
- Двукратная обладательница Хрустального глобуса в общем зачёте сноуборд-кросса;
- Чемпионка мира среди юниоров в хафпайпе (2003);
- Чемпионка мира среди юниоров в сноуборд-кроссе (2002);

## Спортивная карьера

### Олимпийские игры
По мнению обозревателя газеты «Коммерсантъ» Евгения Денисова, Джекобеллис показала каноничный пример, как проиграть Олимпиаду из-за собственной глупости. Лидируя с большим отрывом на финишной прямой решающего заезда сноуборд-кросса на Играх в Турине в 2006 году, Линдси решила покрасоваться перед зрителями, исполнив ненужный в кроссе акробатический элемент; в результате она упала на спину и пропустила вперёд ближайшую преследовательницу. На двух последующих Олимпиадах 2010 и 2014 годов Джекобеллис, являясь одним из главных фаворитов, выбывала в полуфиналах. В 2018 году на Играх в Пхёнчхане вышла в финал в сноуборд-кроссе, где заняла 4-е место.
| Олимпийские игры | Сноуборд-кросс | Командный сноуборд-кросс |
| ---------------- | -------------- | ------------------------ |
| 2006 Турин       | 2              | н/д                      |
| 2010 Ванкувер    | 5              | н/д                      |
| 2014 Coчи        | 7              | н/д                      |
| 2018 Пхёнчхан    | 4              | н/д                      |
| 2022 Пекин       | 1              | 1                        |

### Чемпионаты мира
| Чемпионат мира     | Сноуборд-кросс | Командный сноуборд-кросс | Хафпайп      |
| ------------------ | -------------- | ------------------------ | ------------ |
| 2005 Уистлер       | 1              | н/д                      | 8            |
| 2007 Ароза         | 1              | н/д                      | —            |
| 2009 Канвондо      | не выступала   | не выступала             | не выступала |
| 2011 Ла-Молина     | 1              | н/д                      | —            |
| 2013 Стоунем       | не выступала   | не выступала             | не выступала |
| 2015 Крайшберг     | 1              | н/д                      | —            |
| 2017 Сьерра-Невада | 1              | 3                        | —            |
| 2019 Парк-Сити     | 5              | 1                        | —            |
| 2021 Идре          | 9              | —                        | —            |
| 2023 Бакуриани     | 3              | 4                        | —            |

## Спортивные достижения

### Юниорские достижения
| Год  | Место проведения | Возраст | Хафпайп | Сноуборд-кросс | ПГС |
| ---- | ---------------- | ------- | ------- | -------------- | --- |
| 2002 | ЮЧМ Рованиеми    | U19     | 12      | 1              | 20  |
| 2003 | ЮЧМ Прато Невосо | U19     | 1       | 5              | 16  |

### Результаты выступлений в Кубке мира
| 2013/14 Итоги | 2013/14 Итоги | Монтафон | Монтафон | Лэйк Луз | Андорра-ла-Велья | Андорра-ла-Велья | Вайсонназ | Вайсонназ | ОИ Сочи | Ла Молина |
| Очков         | Место         | С-к      | КГ       | С-к      | С-к              | С-к              | С-к       | КГ        | С-к     | С-к       |
| 3760          | 2             | 7        | 2        | 1        | 3                | 3                | 6         | CANC      | 7       | 2         |

| 2011/12 Итоги | 2011/12 Итоги | Теллюриде | Теллюриде | Бад Гаштайн | Вайсонназ | Вайсонназ | Блю Маунтин | Стоунхем | Вальмаленко | Вальмаленко |
| Очков         | Место         | C-к       | КГ        | С-к         | С-к       | С-к       | С-к         | С-к      | С-к         | С-к         |
| 3000          | 5             | 1         | -         | СANC        | 1         | 1         | -           | -        | -           | -           |

| 2010/11 Итоги | 2010/11 Итоги | Лех | Лех | Теллюриде | Теллюриде | ЧМ Ла Молина | Ёнпхён | Стоунхем | Вальмаленко | Ароза | Ароза |
| Очков         | Место         | С-к | С-к | С-к       | КГ        | C-к          | С-к    | С-к      | С-к         | С-к   | С-к   |
| 3610          | 3             | -   | -   | 5         | -         | 1            | СANC   | 1        | 1           | 7     | 2     |

| 2009/10 Итоги | 2009/10 Итоги | Чапелко | Теллюриде | Бад Гаштайн | Вайсонназ | Стоунхем | ОИ Ванкувер | Вальмаленко | Ла Молина |
| Очков         | Место         | С-к     | С-к       | С-к         | C-к       | С-к      | С-к         | С-к         | C-к       |
| 3250          | 4             | 9       | 11        | 1           | 8         | -        | 5           | 1           | 6         |

| 2008/09 Итоги | 2008/09 Итоги | Чапелко | Ароза | Бад Гаштайн | Бад Гаштайн | ЧМ Канвондо | Ванкувер | Стоунхем | Санди Ривер | Ла Молина | Вальмаленко |
| Очков         | Место         | С-к     | С-к   | С-к         | С-к         | C-к         | С-к      | С-к      | С-к         | C-к       | C-к         |
| 6390          | 1             | 1       | 9     | 3           | 1           | -           | 1        | 1        | 4           | 1         | 16          |